# Горночарска котловина
Горночарската котловина (на руски: Верхнечарская котловина) е котловина разположена в северна част на Забайкалски край, Русия. Простира се от запад-югозапад на изток-североизток на протежение от 125 km и ширина до 35 km (в средната част), между хребетите Кодар на север, Каларския на юг и Удокан на югоизток. Надморскта ѝ височина варира от 630 m на североизток до 1100 m на югозапад.
Периферията и дъното на котловината са заети от многочислени наносни шлейфове и конуси, ледниково и водно-ледникови форми на релефа и ясно разграничени надзаливни речни тераси, като всички те са формирани под влияние на климата през ледниковия и след ледниковия период.
Климатът е рязко континентален. Дългото задържане на студен въздух в котловината довежда до обезлесяването ѝ и образуването на обширни пясъчни пространства „тукулани“ (дълги пясъчни бархани със средноазиатски облик). В резултат на това в средата на котловината се е формирал огромен пясъчен масив, т.нар. Черни пясъци.
Дренира се от горното течение на река Чара (ляв приток на Ольокма, от басейна на Лена) и нейните леви (Горен Сакукан, Среден Сакукан, Апсат и др.) и десни (Кемен и др.) притоци. В котловината има множество малки езера предимно с ледников, водноледников, крайречен и термокарстов произход. Част от нея е заблатена. Дъното ѝ е заето от заблатени пасища, а периферията ѝ от борови гори.
В нея е разположено селището от градски тип Новая Чара и още няколко села. По цялото ѝ протежение преминава участък от трасето на Байкало-Амурската жп магистрала.

## Топографска карта
- О-50-Г, М 1:500 000[3]